# Polootevřené zahájení
Polootevřená zahájení jsou taková šachová zahájení, kde bílý sice táhne prvním tahem 1.e4 ale černý neodpoví ...e5. 
Patří mezi ně i Sicilská hra (v současnosti (2020) nejhranější odpověď na 1.e4). 
Často používané jsou i Francouzská obrana a Caro-Kann, které mají mnoho společných rysů a taky se v současnosti hrajou na všech úrovních. Relativně často se používá i Pircova, Skandinávská či Aljechinova obrana. 
Zřídka se objevuje ještě Nimcovičova obrana a Moderní obrana (1.e4 g6 s možností fianchetta) (ta však často přechází do jiných systémů).
Odpovědí na 1.e4 je možných celkově dvacet (8 pěšců může táhnout o jedno či dvě pole a každý z dvou jezdců může skočit na jedno ze dvou polí), jiné než výš vyjmenované se však hrajou zřídka. 